# Sergej Grigorjevič Vasiljev
Sergej Grigorjevič Vasiljev (16. června 1936 – 20. listopadu 2021, Čeljabinsk) byl sovětský a ruský fotograf, člen Svazu novinářů SSSR (1970), zasloužený pracovník kultury SSSR (1986), čtyřnásobný držitel ceny World Press Photo (1978, 1980, 1982 a 1983 ), oceněný titulem International Master of Press Photo od Mezinárodní organizace novinářů (1985), Fotograf roku (Čeljabinsk, 1996) a čestný občan Čeljabinsku (2002) .

## Životopis
V roce 1958 byl demobilizován z armády, přišel na otřesné komsomolské staveniště v Čeljabinské válcovně trub, pracoval v kovoobráběcím závodě, kde byl zapsán do Čestné knihy. Vstoupil k policii, vystudoval Akademii ministerstva vnitra SSSR, sloužil na oddělení kriminalistiky jako policejní kapitán. Více než 40 let byl fotoreportérem deníku Večernyj Čeljabinsk (od roku 1968), v letech 1979 a 1985 na výstavách Interpress-Photo získal zlaté medaile a nejvyšší ocenění na výstavách fotografií v Ženevě, Tartu, Rostocku, Havaně, Krakově . Samostatné výstavy Sergeje Vasiljeva se konaly ve Finsku, Itálii, Německu, Španělsku, pobaltských státech a také ve více než tuctu ruských měst. Fotografie byly publikovány ve více než dvou stech ruských a zahraničních vydáních, byly zařazeny do autorových fotoalb Ruská krása a Zóna. Od roku 1997 vedl Art Gallery, kde se každý měsíc konají výstavy fotografů a umělců. V roce 1996 byl vyznamenán Řádem přátelství. Ke svým 80. narozeninám si otevřel soukromé muzeum fotografie .
Zemřel 20. listopadu 2021 po vážné nemoci komplikované koronavirem.

## Kritika
Recenze na fotografovu tvorbu zveřejnil finský časopis Valokuva (1978), italský list La Repubblica (1990), americký časopis Eime International (1991), německé edice Das Magazin a Süddeutsche Zeitung (1994), dánský Månedsbladet Press nebo španělský časopis La fotografia (1994).